# 299-й гвардейский миномётный полк
299-й гвардейский миномётный полк — воинское подразделение вооружённых сил СССР в Великой Отечественной войне.

## История
Полк формировался в городе Молотове Пермской области в марте 1943 года на основании шифрограммы начальника Главного Управления формирования и боевой подготовки БТ и МВ КА № У/2/488 от 11.03.1943. Подготовка шла ускоренными темпами. Председатель Пермского краевого совета ветеранов Уральского танкового корпуса Николай Романов свидетельствует: 

«Мотострелки учились окапываться и взаимодействовать с танками в Балатовском лесу. Минометчики вели учебные стрельбы из Разгуляя (пригород г. Молотов) через Егошихинский лог. По итогам проверки боеготовности пермские формирования заняли первое место в корпусе»
В соответствии с Директивой генерального штаба ОРГ У/2/488 от 11.03.1943 г. В соответствии с Директивой Генерального Штаба ОРГ /3/140939/ от 29.10.1943 г. миномётному полку присвоено наименование 299 миномётный полк, и в составе трёх дивизионов 120-мм миномётов включён в состав 30-го Уральского Добровольческого танкового корпуса.
3 июня 1943 года на центральной площади г. Перми состоялся митинг, на котором прозвучал наказ трудящихся добровольцам, и состоялся парад. Мимо трибуны, перед
глазами тысяч людей прошли со своей грозной боевой техникой воины-миномётчики.
25 июня 1943 года полку было вручено Боевое Знамя. .
В июне 1943 года передислоцирован в район Кубинки Московской области, где вместе с другими соединениями и частями корпуса вошёл в 4-ю танковую (с 17 марта 1945 4-я гв. танковую) армию. В этом корпусе и армии вёл боевые действия до конца войны.

### Боевой путь
Впервые вступил в бой 27 июля 1943 года юго- западнее г. Болхов в Орловской наступательной операции. За умелые действия, дисциплину, организованность и героизм личного состава удостоен гвардейского звания и преобразован в 299-й гвардейский миномётный полк (28 октября 1943 года). В последующем полк в составе корпуса и армии находился в резерве Ставки ВГК.
В марте — апреле 1944 года в 1-м Украинском фронте принимал участие в Проскуровско-Черновицкой наступательной операции. За отличия в боях, способствовавших войскам 60-й армии в овладении г. Тарнополь (Тернополь), удостоен почётного наименования Тарнопольского (26 апреля 1944 года). Войскам, участвовавшим в освобождении Тарнополя, приказом ВГК от 15 апреля 1944 г. объявлена благодарность и в Москве дан салют-20 артиллерийскими залпами из 224 орудий.
Успешно вёл боевые действия в Львовско-Сандомирской наступательной операции 1944 года.
За образцовое выполнение боевых задач при освобождении войсками 1-го Украинского фронта г. Львов (27 июля) и проявленные личным составом доблесть и мужество награждён орденом Богдана Хмельницкого 2-й степени (10 августа 1944 года).
В августе —сентябре поддерживал войска в боях на сандомирском плацдарме. Высокое воинское мастерство, отвагу и мужество показали гвардейцы-миномётчики в завершающем году Великой Отечественной войны.
За отличия в боях при освобождении г. Пиотркув (Петроков) в ходе Сандомирско-Силезской наступательной операции полк награждён орденом Кутузова 3-й степени (19 февраля 1945 года).
В последующем он участвовал в Верхне-Силезской и Берлинской наступательных операциях.
За образцовое выполнение задач при разгроме немецко-фашистских войск юго-западнее Оппельна (Ополе) награждён орденом Александра Невского (26 апр. 1945 года).
За отличия при прорыве обороны противника на р. Нейсе и в других боях на берлинском направлении награждён орденом Красной Звезды (28 мая 1945 года).
Боевой путь завершил в Пражской наступательной операции. За доблесть и мужество личного состава при освобождении Праги (9 мая) удостоен ордена Суворова 3-й степени (4 июня 1945 года).
За ратные подвиги в годы войны свыше 1600 воинов полка награждены орденами и медалями, а одному из них Зыль В. К. присвоено звание Героя Советского Союза., а старший сержант Чирков, Леонид Николаевич стал полным кавалером ордена Славы.
Полк в годы Великой Отечественной войны в составе 10 Уральского добровольческого танкового корпуса участвовал в разгроме 4 танковых, 8 пехотных, 2 механизированных дивизий, добровольческой бригады СС «Лангермарк», 4 штурмовых полков СС и других частей гитлеровской армии.

### Послевоенный период
12 мая 1945 года полк снялся с боевых позиций и до июня дислоцировался в районе г. Праги .
С июня по ноябрь этого же года полк был передислоцирован в г. Шапрон, а затем в г. Руст (Венгрия).
С ноября 1945 г. по май 1946 г. — в г. Мор (Венгрия)
В мае 1946 г. в лагерь Дебериц (25 км западнее Берлина), где находился по декабрь 1948 г.
С декабря 1948 по март 1983 года полк дислоцируется в г. Потсдам. (позывной «Паводок»)
С марта 1983 года в Альтенграбове (позывной в/ч 34879 — «Флюсовый») входил в состав 10-й гвардейской танковой Уральско-Львовской ордена Октябрьской Революции, Краснознамённой, орденов Суворова и Кутузова, Добровольческой дивизии имени маршала Советского Союза Р. Я. Малиновского в Группе Советских войск в Германии, ЗГВ
Начиная с 1 мая 1994 года полк дислоцируется в военном городке — Богучар. ,
С 21 июня 1954 года 299 гвардейский миномётный полк был переформирован в 744-й гвардейский гаубичный артиллерийский полк и сформирован по штату 10/554 от 21.04.1954 г. в соответствии с Директивой ГК СВ ош1/243659 от 12.03.1954 года (полк имел на вооружение 122 мм гаубицы М-30 — до 1967 г.,
С 1967 г. — гаубицы Д-30).
До 1968 года артиллерийские дивизионы полка были двух-батарейные, то есть полк насчитывал только 6 батарей. В конце 1967 года полк стал оснащаться тягачами ЗиЛ-131 Неоднократно полк перевооружался (на вооружение были артиллерийские системы: 122 мм гаубицы М-30, 122 мм гаубицы Д-30, 152 мм самоходные артиллерийские установки 2С3, 2С19"Мста-С"), менял место дислокации.
С 10 июня 1981 года 744-й гвардейский артиллерийский полк был переформирован в 744-й гвардейский самоходно-артиллерийский полк в соответствии с Директивой штаба ГСВГ 18/0925 от 10.06.1981 г. Состав: 36 ед. 2СЗ «Акация», 18 ед. БМ-21 «Град», 4 ед. ПРП-3).
С 1 мая 1994 года полк в составе 10-й гвардейской танковой дивизии был выведен в. г. Богучар Воронежской области и находился в составе 20-й гвардейской общевойсковой армии.
В 2005 году дивизия стала называться 10-я гвардейская танковая дивизия (сокращённого состава), а полки отделами хранения вооружения и техники (ОХВТ).
1 декабря 2009 года части дивизии были сокращены, и 744-й гвардейский самоходно-артиллерийский полк прекратил своё существование.

## Полное наименование
- 299-й гвардейский миномётный Тарнопольский орденов Суворова, Кутузова, Богдана Хмельницкого, Александра Невского и Красной Звезды полк[4]

## Подчинение
- 10-му гвардейскому танковому корпусу 4-й гвардейской таковой армии 1-го Украинского фронта

## Командиры
- майор  Астахов Дмитрий Васильевич (март — май 1943 года)
- майор Корягин Василий Тарасович (май—август 1943 года)
- гв. подполковник  Николюк Степан Лукич (16 августа 1943— март 1944 года)
- гв. майор Николаев Николай Васильевич (март — май 1944 года)
- гв. подполковник Зыль, Василий Константинович (май 1944 — до конца войны).

замком по с/ч капитан Холод Григорий Иванович (1943, погиб — 10.04.1944), майор Бутырин, Сергей Иванович (с 7.1944);
нач. штаба майор Пожар Дмитрий Иванович (1945);
Командиры дивизионов:
ком-р 1-го д-на капитан Бутырин, Сергей Иванович (до 7.1944, затем замком полка), капитан Лапчук Всеволод Кириакович (3.1945);
ком-р 2-го д-на ст. л-т / капитан Роземблюм Давыд Борисович (1945);
нш д-на Абаев Алексей Сидорович (1945);
После войны
- 15.07.1946 - подполковник  Лебединцев Ефим Акимович;
- 15.06.1949 - полковник Шлапаков Иван Ильич;
- 30.10.1952 - полковник Клочко Алексей Анисимович;
- 19.06.1954 - подполковник  Григорьев Иван Леонтьевич;
- 21.08.1959 - полковник Ерушевич Константин Фёдорович;
- 22.09.1961 -полковник Тенищев Василий Иванович.;
- 1964-1969 - полковник Зюбан Василий Степанович;
- 15.05.1969 - подполковник  Буров Николай Ефимович.;
- 16.12.1972 - подполковник  Голиков Б.Г.;
- 03.06.1974 - майор Простяков Николай Анисимович;
- И. О. - 04.08.1978 - майор Рыжков Виктор Иванович ;
- 21.07.1979 - подполковник  Шафарчук Селиверст Гордеевич;
- 23.11.1980 - подполковник  Бударин Алексей Васильевич.;
- 12.07.1982 - полковник Дурава Пётр Станиславович;
- 03.07.1984 - майор Нехаев Владимир Александрович;
- 18.04.1986 - подполковник  Двуниткин Сергей Александрович;
- 01.03.1989 - подполковник  Фрединский Юрий Михайлович;
- 11.01.1991 - полковник Бегутов Виктор Владимирович;
- 27.12.1993 - полковник Голик Александр Матвеевич;
- 02.09.1996 -полковник Чуднов Виктор Иванович;
- 19.08.1999 - полковник Ваньшин Владимир Борисович
- 18.09.2001 -подполковник Золотарёв Сергей Васильевич;
- 20.08.2004 - полковник Лукашевич Леонард Леонардович

## Награды и наименования
| Награда (наименование)                | Дата       | За что получена |
| ------------------------------------- | ---------- | --- |
| Советская гвардия                     | 27.10.1943 | За умелые действия, дисциплину, организованность и героизм личного состава в Орловской наступательной операции.                                              |
| «Тарнопольский» Почётное наименование | 26.04.1944 | За отличия в боях, способствовавших войскам 60-й армии в овладении г. Тарнополь (Тернополь)                                                                  |
| Орден Суворова III степени            | 4.06.1945  | За доблесть и мужество личного состава при освобождении Праги (9 мая)                                                                                        |
| Орден Кутузова III степени            | 19.02.1945 | За отличия в боях при освобождении г. Пиотркув (Петроков) в ходе Сандомирско-Силезской наступательной операции                                               |
| Орден Богдана Хмельницкого II степени | 10.08.1944 | За образцовое выполнение боевых задач при освобождении войсками 1-го Украинского фронта г. Львов (27 июля) и проявленные личным составом доблесть и мужество |
| Орден Александра Невского             | 26.04.1945 | За образцовое выполнение задач при разгроме немецко-фашистских войск юго-западнее Оппельна (Ополе)                                                           |
| Орден Красной Звезды                  | 26.04.1945 | За отличия при прорыве обороны противника на р. Нейсе и в других боях на берлинском направлении                                                              |

## Отличившиеся воины дивизии
| Награда                                               | Ф. И. О.                     | Должность                                  | Звание       | Дата награждения                            | Примечания |
| ----------------------------------------------------- | ---------------------------- | ------------------------------------------ | ------------ | ------------------------------------------- | --- |
|                                                       | Зыль, Василий Константинович | Командир полка                             | Подполковник | 10.04.1945                                  | Звание Героя Советского Союза получил за форсирование реки Одер.                                                                         |
| Орден Славы · Орден Славы · Орден Славы · Орден Славы | Чирков, Леонид Николаевич    | командир отделения разведки 1-го дивизиона | Сержант      | 05.08.1944 12.03.1945 13.05.1945 27.06.1945 | Представлялся к званию Героя Советского Союза. Один из полных кавалеров ордена Славы, награждённых в годы войны четырьмя орденами Славы. |
| Орден Красного Знамени · Орден Красного Знамени       | Бутырин, Сергей Иванович     | Заместитель командира полка                | Майор        | 13.04.1945 29.05.1945                       | Дважды за разные подвиги представлялся к званию Героя Советского Союза, но награждался орденами Красного Знамени.                        |